# William Henry Christian Santelmann
William Henry Christian Santelmann (ook: William H. Santelmann, maar eigenlijk: Heinrich Wilhelm Christian Santelmann) (Offensen an der Aller, nu: Wienhausen, 23 september 1863 – Washington D.C., 17 december 1932) was een Duits-Amerikaans componist, dirigent, violist en klarinettist. Hij is het derde kind van het echtpaar Heinrich Wilhelm Santelmann (1828-1901) en Marie Dorothea Sohnemann (1829-1905). Ook zijn zoon William Frederick Henry Santelmann was dirigent van de United States Marine Band "The President's Own" in de tijd van 1940 tot 1955.

## Levensloop
Santelmann werd geboren in een familie met een lange muzikale traditie. Al in vroege jaren begon hij met vioollessen. Zijn eerste openbaar optreden verzorgde hij een jaar, nadat hij begonnen was, in een klein orkest in zijn geboorteplaats. Later kreeg hij klarinetlessen en op 15-jarige leeftijd schreef hij zijn eerste eenvoudige muziekstukjes. Hij werd klarinettist in de Militaire kapel van het 134e Infanterie-Regiment te Leipzig. Daarnaast studeerde hij aan het conservatorium te Leipzig. Nadat hij afgestudeerd was maakte hij een concertreis met het Koninklijke Orkest uit Stuttgart in de buurt van Philadelphia. Vervolgens speelde hij viool in het Philadelphia Orchestra.
In 1887 deed hij zijn sollicitatie bij de United States Marine Band "The President's Own". De toenmalige dirigent John Philip Sousa nom hem op 24 september 1887 aan als violist, klarinettist en baritonist. Met dit orkest maakte hij ook de concertreizen mee. In 1895 wisselde hij tot het Lafayette Theater Orchestra, maar al spoedig richtte hij zijn eigen orkest op en concerteerde ermee bij de sociale en caritatieve evenementen van de welgestelde bevolking van Washington D.C.. Toen het Columbia Theater opende, werd hij muzikale directeur van het orkest. Op 3 maart 1898 werd hij de 19e chef-dirigent van de United States Marine Band "The President's Own". Onder zijn leiding werd het muzikale niveau verbeterd en de reputatie groeide spoedig in binnen- en buitenland. Zoals ook bij de militaire orkesten in Midden-Europa bekend, richtte hij binnen de United States Marine Band "The President's Own" een volledig symfonieorkest Marine Band Symphony Orchestra, nu: Marine Chamber Orchestra, op en motiveerde de blazers een strijkinstrument te leren bespelen, naast hun blaasinstrument. In 1902 begon hij met het hele ensemble regelmatig concerten in het Witte Huis te geven.
In 1908 werd hij ere-doctor van de De George Washington Universiteit in Washington D.C..
In 1916 begon Santel met een soort dagboek aan te leggen voor de activiteiten van het orkest. Het is ook tegenwoordig nog traditie en een waardevol bron voor informatie over de activiteiten van het orkest. Naast de volle concert-kalender van het harmonieorkest begon hij in 1922 met een wekelijkse radio-uitzending. Op 1 mei 1927 ging hij met pensioen en gaf het dirigeerstokje over aan zijn opvolger Taylor Branson.

## Composities

### Werken voor harmonieorkest
- 1899 Old Club March
- 1899 Admiral Dewey March
- 1901 Our glorious banner - A fourth of July Patriotic March, mars
- 1908 National capital centennial
- Bachelor waltz
- General Heywood march
- Mosquito's Parade
- Our Volunteer
- The Debutante, wals
- Thomas Jefferson March